# VK Šibenik
El VK Šibenik (Vaterpolski Klub Šibenik) va ser un club de waterpolo de la ciutat de Šibenik, a Croàcia.
Es va fundar el 1924 com a PSK Krka. El 1953 va canviar que va canviar el nom VK Solaris que va mantenir fins al 2006 quan va passar a ser el VK Šibenik NCP. El club va desaparèixer el 2015 al fusionar-se amb el VK Adriatic i crear un nom equip anomenat VK Solaris.

## Palmarès
- Copa LEN
  - Finalistes (1): 2006-07
- Lliga iugoslava
  - Finalistes (1): 1986–87